# Kyle Cone
Kyle Cone är en kulle i Antarktis. Den ligger i Östantarktis. Nya Zeeland gör anspråk på området. Toppen på Kyle Cone är 427 meter över havet.
Terrängen runt Kyle Cone är varierad. Trakten är obefolkad. Det finns inga samhällen i närheten. 